# Almir Lopes de Luna
Almir Lopes de Luna, mais conhecido como Almir (João Pessoa, 20 de maio de 1982) é um ex-futebolista brasileiro que atuava como meia e ponteiro.

## Carreira

### Botafogo
Almir começou sua carreira no Botafogo como volante em 2001. Nos seus dois primeiros anos como profissional, Almir encontrou muitas dificuldades de se encaixar no time titular do alvinegro. Chegou atuar improvisado na lateral-direita em situações emergenciais.
Porém, em 2003, Almir se redescobriu no futebol. Com o time da Estrela Solitária rebaixado para o Campeonato Brasileiro Série B, o jogador passou a ser utilizado pelo treinador Levir Culpi como atacante. Almir virou xodó da torcida botafoguense pelos seus gols e raça demonstrada nos jogou. Ganhou, inclusive, um música própria: "Almir, faz um gol aí!". Porém, a disputa pela titularidade com Dill e Leandrão fez o jogador ir para o banco de reservas. Logo, a música da torcida renovou-se, sendo direcionada ao técnico da equipe: "Levir, bota o Almir!". Ao final do campeonato em que levou o Botafogo de volta a Série A, Almir era aclamado como o artilheiro da equipe com 12 gols.
Nos anos seguintes, Almir não retornaria a boa fase. Teve de disputar vaga com diversos jogadores, como Luizão, Alex Alves, Guilherme, Schwenck e Reinaldo. Não contava mais com o apoio da torcida, que o perseguia ao lado da imprensa. Era comumente noticiado como um atleta acima do peso ideal.

### Ponte Preta
Desprestigiado, Almir foi emprestado, em 2006, para a Ponte Preta. Na macaca, o atacante pode fazer as pazes com o gol, porém não conseguiu impedir a queda da equipe campineira para a segunda divisão.

### Passagem pela Coreia
Em 2007, Almir foi jogar pelo Ulsan Hyundai, da Coreia do Sul.

#### Empréstimo ao Atlético Mineiro
Na temporada 2008 foi contratado, por empréstimo pelo Atlético Mineiro. Três meses depois de chegar ao clube, Almir rescindiu seu contrato com o Atlético Mineiro.

#### Retorno a Coreia
Poucos dias depois, voltou ao Ulsan Hyundai, aonde foi ídolo. Na temporada de 2009, faturou a Taça da Hauzen Cup, principal torneio do país e depois continuou na Coreia do Sul, por onde defendeu o Pohang Steelers e o Incheon United.

### Retorno ao Brasil
Passou pelo Bangu onde teve uma brilhante atuação, conseguindo impedir o rebaixamento do Bangu para serie B do Carioca. Foi eleito o 3° melhor meio-campo do campeonato carioca de 2012. Teve ainda passagens pelo catarinense Figueirense e pelo Al-Salmiya, do Kuwait, onde não conseguiu balançar as redes.
Em junho de 2013 assinou com o América de Natal para jogar o restante da Série B de 2013.

### Retorno ao Bangu
No início de 2014 retornou ao Bangu para ajudar a equipe na disputa do Campeonato Carioca, em que marcou três gols em quinze oportunidades, fazendo com que o alvirrubro terminasse o campeonato em décimo lugar.

#### Empréstimo ao Vila Nova
Meses depois se transferiu para o Vila Nova para jogar o restante da Série B de 2014.

#### Volta ao Bangu
Após voltar de empréstimo do Vila Nova, Almir foi um dos destaques do Bangu no Campeonato Carioca marcando sete gols em quinze oportunidades. Fez belos gols diante de times como Fluminense e Flamengo, mas em ambas partidas, o time alvirrubro acabou saindo derrotado por 2 a 1.

### Flamengo
Após se destacar no Campeonato Carioca pelo time do Bangu, Almir foi contratado por empréstimo pelo Flamengo para o restante da temporada. Sua primeira partido pelo rubro-negro aconteceu no dia 22 de abril, diante do Salgueiro Atlético Clube em jogo valido pela partida de ida da segunda fase da Copa do Brasil, Almir entrou aos 12 minutos do segundo tempo no lugar de Arthur Maia. O Flamengo venceu por 2 a 0 e eliminou o jogo de volta.
O meia fraturou o cotovelo esquerdo em 27 de maio, no jogo de ida pela terceira fase da Copa do Brasil contra o Náutico.

## Estatísticas
Até 2 de novembro de 2015.

### Clubes
| Clube             | Temporada         | Campeonato nacional | Campeonato nacional | Campeonato nacional | Copa nacional[a] | Copa nacional[a] | Copa nacional[a] | Competições continentais[b] | Competições continentais[b] | Competições continentais[b] | Outros torneios[c] | Outros torneios[c] | Outros torneios[c] | Total | Total | Total   |
| Clube             | Temporada         | Jogos               | Gols                | Assist.             | Jogos            | Gols             | Assist.          | Jogos                       | Gols                        | Assist.                     | Jogos              | Gols               | Assist.            | Jogos | Gols  | Assist. |
| ----------------- | ----------------- | ------------------- | ------------------- | ------------------- | ---------------- | ---------------- | ---------------- | --------------------------- | --------------------------- | --------------------------- | ------------------ | ------------------ | ------------------ | ----- | ----- | ------- |
| Bangu             | 2012              | —                   | —                   | —                   | —                | —                | —                | —                           | —                           | —                           | 6                  | 3                  | 0                  | 6     | 3     | 0       |
| Bangu             | Total             | 0                   | 0                   | 0                   | 0                | 0                | 0                | 0                           | 0                           | 0                           | 6                  | 3                  | 0                  | 6     | 3     | 0       |
| Figueirense       | 2012              | 13                  | 0                   | 0                   | —                | —                | —                | —                           | —                           | —                           | —                  | —                  | —                  | 13    | 0     | 0       |
| Figueirense       | Total             | 13                  | 0                   | 0                   | 0                | 0                | 0                | 0                           | 0                           | 0                           | 0                  | 0                  | 0                  | 13    | 0     | 0       |
| América de Natal  | 2013              | 13                  | 1                   | 1                   | —                | —                | —                | —                           | —                           | —                           | —                  | —                  | —                  | 13    | 1     | 1       |
| América de Natal  | Total             | 13                  | 1                   | 1                   | 0                | 0                | 0                | 0                           | 0                           | 0                           | 0                  | 0                  | 0                  | 13    | 1     | 1       |
| Bangu             | 2014              | —                   | —                   | —                   | —                | —                | —                | —                           | —                           | —                           | 15                 | 3                  | 0                  | 15    | 3     | 0       |
| Bangu             | Total             | 0                   | 0                   | 0                   | 0                | 0                | 0                | 0                           | 0                           | 0                           | 15                 | 3                  | 0                  | 15    | 3     | 0       |
| Vila Nova         | 2014              | 5                   | 0                   | 0                   | —                | —                | —                | —                           | —                           | —                           | —                  | —                  | —                  | 5     | 0     | 0       |
| Vila Nova         | Total             | 5                   | 0                   | 0                   | 0                | 0                | 0                | 0                           | 0                           | 0                           | 0                  | 0                  | 0                  | 5     | 0     | 0       |
| Bangu             | 2015              | —                   | —                   | —                   | —                | —                | —                | —                           | —                           | —                           | 15                 | 7                  | 0                  | 15    | 7     | 0       |
| Bangu             | Total             | 0                   | 0                   | 0                   | 0                | 0                | 0                | 0                           | 0                           | 0                           | 15                 | 7                  | 0                  | 15    | 7     | 0       |
| Flamengo          | 2015              | 7                   | 0                   | 0                   | 2                | 0                | 0                | —                           | —                           | —                           | 2                  | 0                  | 0                  | 11    | 0     | 0       |
| Flamengo          | Total             | 7                   | 0                   | 0                   | 2                | 0                | 0                | 0                           | 0                           | 0                           | 2                  | 0                  | 0                  | 11    | 0     | 0       |
| Total na carreira | Total na carreira | 38                  | 1                   | 1                   | 2                | 0                | 0                | 0                           | 0                           | 0                           | 38                 | 13                 | 0                  | 78    | 14    | 1       |

- a. ^ Jogos da Copa do Brasil
- b. ^ Jogos da Copa Sul-Americana
- c. ^ Jogos do Campeonato Carioca e Jogo amistoso

| Jogos pelo Flamengo                    | Jogos pelo Flamengo | Jogos pelo Flamengo                 | Jogos pelo Flamengo | Jogos pelo Flamengo | Jogos pelo Flamengo | Jogos pelo Flamengo   |
| #                                      | Data                | Local                               | Resultado           | Adversário          | Gols                | Competição            |
| 2015                                   | 2015                | 2015                                | 2015                | 2015                | 2015                | 2015                  |
| -------------------------------------- | ------------------- | ----------------------------------- | ------------------- | ------------------- | ------------------- | --------------------- |
| 1.                                     | 22 de abril         | Cornélio de Barros,Salgueiro,Brasil | 2–0                 | Salgueiro           | 0                   | Copa do Brasil        |
| 2.                                     | 2 de maio           | Romeirão,Juazeiro do Norte,Brasil   | 1–0                 | Icasa               | 0                   | Amistoso              |
| 3.                                     | 10 de maio          | Morumbi, São Paulo, Brasil          | 1–2                 | São Paulo           | 0                   | Campeonato Brasileiro |
| 4.                                     | 17 de maio          | Maracanã, Rio de Janeiro, Brasil    | 2–2                 | Sport               | 0                   | Campeonato Brasileiro |
| 5.                                     | 27 de maio          | Maracanã,Rio de Janeiro,Brasil      | 1–1                 | Náutico             | 0                   | Copa do Brasil        |
| Legenda: Vitórias — Empates — Derrotas |                     |                                     |                     |                     |                     |                       |

## Títulos
Botafogo
- Taça Guanabara Sub-20: 2000, 2001
- Taça Rio de Sub-20: 2000
- Campeonato Carioca Sub-20: 2000
- Taça Guanabara: 2006
- Campeonato Carioca: 2006

Ulsan Hyundai
- Hauzen Cup: 2007